# Muntorrhet
Muntorrhet, xerostomi, innebär att munhålans slemhinnor är torra på grund av salivbrist.
Muntorrhet är också vanligt hos rökare. Muntorrhet är ett vanligt debutsymtom vid diabetes typ 1, men även vid andra autoimmuna sjukdomar såsom Sjögrens syndrom. 
Muntorrhet kan orsaka svårigheter i tal och att äta. Det leder också till dålig andedräkt och en dramatisk ökning av antalet hål av karies, eftersom den skyddande effekten saliven har på emalj inte längre är närvarande och kan göra slemhinnan och parodontala vävnader i munnen mer känsliga för infektioner.
Symptom av muntorrhet
Symptomen för muntorrhet är många och varierar från person till person. Det kanske låter som en självklarhet hur det upptäcks men beroende på hur snabbt eller långsamt muntorrhet uppstår kan det vara svårt att upptäcka på egen hand. Symptomen kan vara: 
– Besvärlig och torr känsla i munnen 
– Konstant törst 
– Ont i halsen, torr näsa, heshet 
– Problem med att prata eller svårt att smaka, tugga och svälja 
– Dålig andedräkt 
– Torr tunga 
– Tjock eller trådaktig saliv 
– Sprickor och sår i mungipor, på läppar eller inuti munnen 
– Problem med tandhygien i form av plack eller karies 
– Svårt att använda sig av tandproteser 